# Cosbi

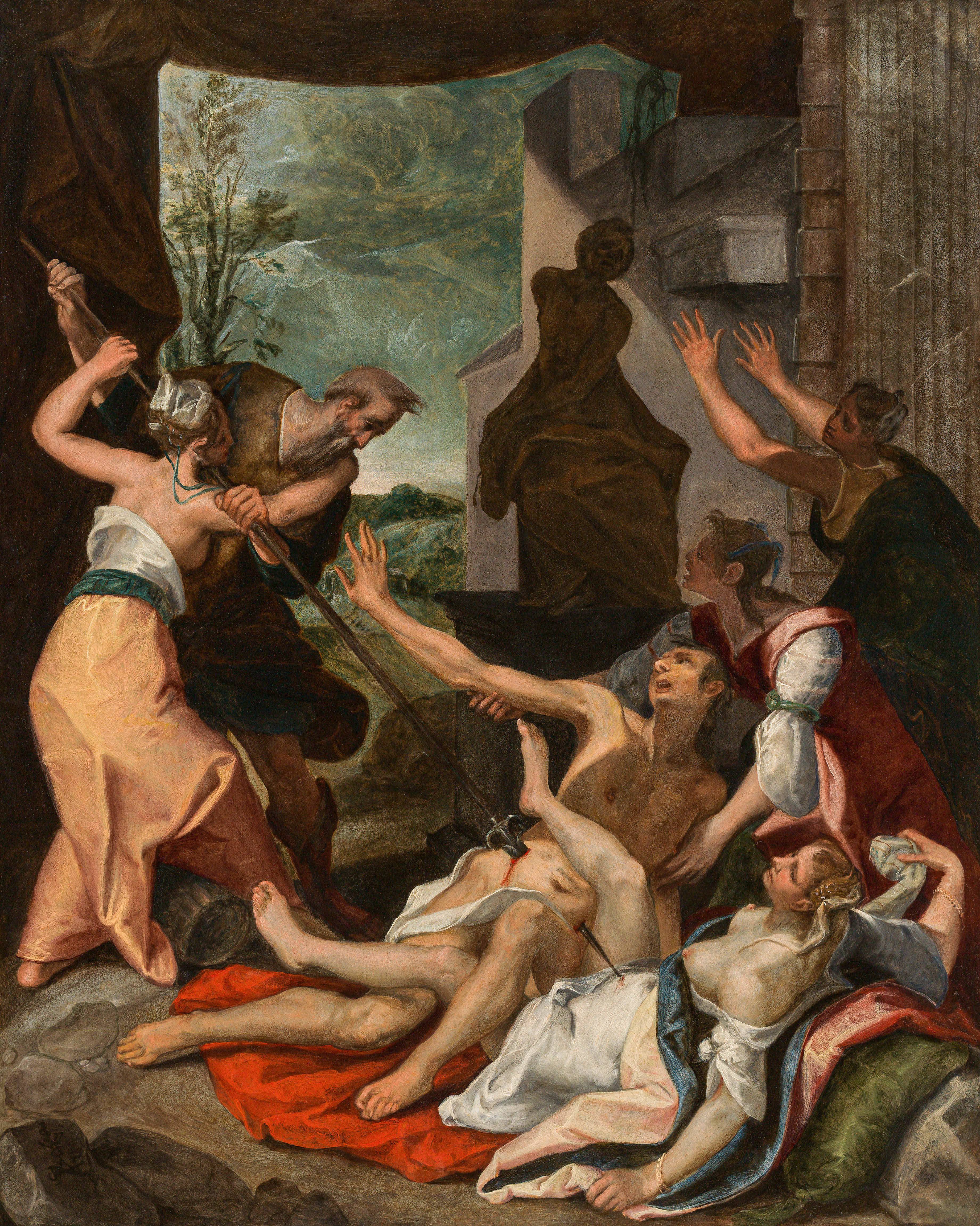
Fineias matando Zimri e Cosbi, por Joos van Winghe

Cosbi (em hebraico:  כָּזְבִּי, tr. Kozbī) é uma personagem bíblica mencionada em Números 25 como filha de Zur que se envolveu com o israelita Zimri, filho de Salu.